# Степінь трансцендентності
Степінь трансцендентності розширення поля {\displaystyle L/K} це найбільша потужність підмножини поля {\displaystyle L}, що є алгебраїчно незалежною щодо поля {\displaystyle K}.
Розширення {\displaystyle L/K} є трансцендентним тоді й лише тоді, коли поле {\displaystyle L} містить елементи, трансцендентні над {\displaystyle K}, тобто елементи, що не є коренем ніякого алгебраїчного рівняння з коефіцієнтами з {\displaystyle K}.
Відповідно розширення є алгебричним тоді й лише тоді коли його степінь трансцендентності рівний нулю.
Якщо {\displaystyle X} — максимальна множина, всі елементи якої алгебраїчно незалежні, то {\displaystyle X} називається базисом трансцендентності поля {\displaystyle L} над {\displaystyle K}. Усі базиси трансцендентності мають однакову потужність, що рівна степеню трансцендентності розширення.
Для полів {\displaystyle M\supset L\supset K} степінь трансцендентності {\displaystyle M/K} рівний сумі степенів трансцендентності {\displaystyle M/L} та {\displaystyle L/K}. Якщо всі елементи множини {\displaystyle X} алгебраїчно незалежні, то розширення до {\displaystyle K(X)} називається чисто трансцендентним. В цьому випадку поле {\displaystyle K(X)} ізоморфне полю раціональних функцій від множини змінних {\displaystyle X} над {\displaystyle K}. 

## Приклади
- Поле раціональних функцій n змінних K(x1,...,xn) є чисто трансцендентним розширенням поля K степінь трансцендентності якого рівний n; за базис трансцендентності можна, наприклад взяти множину {x1,...,xn}.
- Степінь трансцендентності поля мероморфних функцій визначених у компактній рімановій поверхні рівний 1 над полем комплексних чисел.
- Степінь трансцендентності поля {\displaystyle Q({\sqrt {2}},\pi )} над {\displaystyle \mathbb {Q} } рівний 1, оскільки {\displaystyle {\sqrt {2}}} є алгебричним числом, а π — трансцендентним.
- Степінь трансцендентності поля {\displaystyle \mathbb {C} } чи {\displaystyle \mathbb {R} } над {\displaystyle \mathbb {Q} } рівний потужності континуум.